# Doe Valley (Kentucky)
Doe Valley es un lugar designado por el censo ubicado en el condado de Meade en el estado estadounidense de Kentucky. En el Censo de 2010 tenía una población de 1931 habitantes y una densidad poblacional de 160,99 personas por km².

## Geografía
Doe Valley se encuentra ubicado en las coordenadas 37°58′35″N 86°6′29″O / 37.97639, -86.10806. Según la Oficina del Censo de los Estados Unidos, Doe Valley tiene una superficie total de 11.99 km², de la cual 10.51 km² corresponden a tierra firme y (12.35%) 1.48 km² es agua.

## Demografía
Según el censo de 2010, había 1931 personas residiendo en Doe Valley. La densidad de población era de 160,99 hab./km². De los 1931 habitantes, Doe Valley estaba compuesto por el 95.08% blancos, el 1.35% eran afroamericanos, el 0.47% eran amerindios, el 0.52% eran asiáticos, el 0% eran isleños del Pacífico, el 0.26% eran de otras razas y el 2.33% pertenecían a dos o más razas. Del total de la población el 1.45% eran hispanos o latinos de cualquier raza.